# Lindy Waters III
Lindy Waters III, né le 28 juillet 1997 à Boulder dans le Colorado, est un joueur américain de basket-ball évoluant aux postes d'arrière et ailier. Il mesure 1,96 m.

## Biographie

### Carrière universitaire
Entre 2016 et 2020, il joue pour les Cowboys d'Oklahoma State.

### Carrière professionnelle

#### Thunder d'Oklahoma City (février 2022-juin 2024)
Le 12 février 2022, il signe un contrat two-way en faveur du Thunder d'Oklahoma City. En février 2023, son contrat two-way est converti en un contrat standard. En août 2023, Waters signe un nouveau contrat two-way avec le Thunder pour la saison 2023-2024. Son contrat two-way est converti en un contrat standard en février 2024.

#### Warriors de Golden State (juin 2024-février 2025)
En juin 2024, il est transféré aux Warriors de Golden State contre un choix de draft.

#### Pistons de Détroit (février-juillet 2025)
En février 2025, il est échangé aux Pistons de Détroit.

#### Spurs de San Antonio (depuis juillet 2025)
Fin juillet 2025, il file du côté des Spurs de San Antonio.

## Palmarès et distinctions individuelles
- Champion de NBA G League avec le Blue d'Oklahoma City en 2024

## Statistiques

### Universitaires
Les statistiques de Lindy Waters III en matchs universitaires sont les suivantes :
| Saison    | Équipe         | Matchs | Titul. | Min./m | % Tir | % 3pts | % LF | Rbds/m. | Pass/m. | Int/m. | Ctr/m. | Pts/m. |
| --------- | -------------- | ------ | ------ | ------ | ----- | ------ | ---- | ------- | ------- | ------ | ------ | ------ |
| 2016-2017 | Oklahoma State | 23     | 12     | 16.0   | .495  | .442   | .714 | 1.8     | .8      | .6     | .0     | 5.7    |
| 2017-2018 | Oklahoma State | 35     | 31     | 27.1   | .443  | .373   | .768 | 3.7     | 2.0     | .9     | .4     | 8.7    |
| 2018-2019 | Oklahoma State | 32     | 32     | 33.8   | .437  | .448   | .878 | 4.2     | 2.8     | 1.3    | .2     | 12.2   |
| 2019-2020 | Oklahoma State | 31     | 30     | 31.7   | .381  | .317   | .825 | 4.2     | 2.4     | 1.2    | .1     | 10.5   |
| Carrière  | Carrière       | 121    | 105    | 27.9   | .427  | .390   | .817 | 3.6     | 2.1     | 1.0    | .2     | 9.5    |